# Pulau Ujong
Pulau Ujong ist die Hauptinsel von Singapur. Pulau Ujong erreicht eine Ausdehnung von 51 km, bei einer maximalen Breite von etwa 21 km. Die Insel liegt an ihrem höchsten Punkt 176 m über dem Meeresspiegel. Auf der an der Straße von Malacca gelegenen Insel lebt ein Großteil der Bevölkerung Singapurs. Der Name Pulau Ujong wurde im 3. Jahrhundert n. Chr. erstmals urkundlich belegt und stammt wahrscheinlich aus der Sprache der hier früher heimischen Orang Laut, welche die Insel als "letzter Punkt des Landes" (Ujong Tanah) bezeichneten.

## Nachweise
1. ↑   Xu Yunqiao  History of South East Asia 1961  Singapore World Publishing Co. 许云樵 《南洋史》 星洲世界书局 1961年